# Герб Сен-Мартену

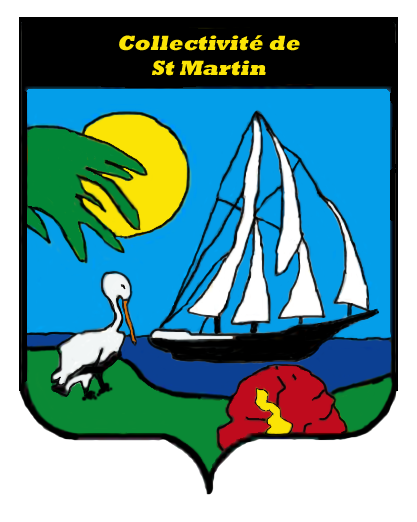
Герб Сен-Мартену

Неофіційний герб французького заморського володіння Сен-Мартен існує в справжньому з 2007. Він зображує корабель, пальми і сонце, має девіз фр. Ile de St Martin, острів Сен-Мартен. 